# Bandeira da Tanzânia
A bandeira da Tanzânia foi adaptada em 30 de Junho de 1964. Foi uma fusão das bandeiras de Tanganyika e Zanzibar.
A bandeira está dividida na diagonal por uma faixa amarela gumes preta a partir do canto tralha inferior. O triângulo superior (tralha) é verde e triângulo inferior é azul. O verde representa a vegetação natural presente no país, o amarelo representa os ricos depósitos minerais do país, o preto representa a cor da pele dos tanzanianos, e azul representa os numerosos lagos e rios e no Oceano Índico.
As cores da bandeira foram especificados pelo departamento de Planejamento e Privatização de Gabinete do Presidente da Tanzânia.